# Osmangazi (district)
Osmangazi is een Turks district in de provincie Bursa en telt 736.034 inwoners (2007). Het district heeft een oppervlakte van 476,3 km².
De bevolkingsontwikkeling van het district is weergegeven in onderstaande tabel.
| 1997    | 2000    | 2007    |
| ------- | ------- | ------- |
| 584.212 | 642.337 | 736.034 |

## Geboren
- Serdar Aziz (1990), voetballer
- Sercan Yıldırım (1990), voetballer
- Uygar Mert Zeybek (1995), voetballer
- Enes Ünal (1997), voetballer
- Kubilay Kanatsızkuş (1997), voetballer
- Altay Bayındır (1998), voetballer